# Novo Selo Lasinjsko
Novo Selo Lasinjsko – wieś w Chorwacji, w żupanii karlowackiej, w gminie Lasinja. W 2011 roku liczyła 108 mieszkańców.